# Club Voleibol Valencia
El Club Voleibol Valencia es un club de voleibol con sede en el barrio de Benicalap de la ciudad de Valencia, España. Fue fundado el 15 de octubre de 1985. Su primer equipo masculino juega en la Superliga Masculina, la máxima competición del voleibol en España, y su equipo femenino juega en la Superliga 2 Femenina, la competición de plata del voleibol en España, y disputan sus encuentros como local en el Pabellón de Benicalap Sur. Se le conoce como Club Voleibol Valencia.

## Historia

### Masculino
Primera División (2008-2020)
Las cuatro primeras temporadas en la categoría, el equipo dispuso de pocos recursos para afrontar la competición como un equipo puntal. Fue en la temporada 2013/2014 cuando la plantilla liderada por el entonces entrenador Paco Usagre, consiguen realizar la mejor temporada de la historia del club. Tras una fase regular con buenos resultados, se decide albergar la fase de ascenso a Superliga 2 en el Pabellón Benicalap Sur, lugar donde disputa sus partidos el equipo. Aquí se consigue vencer en una liga de cuatro equipos con holgada facilidad al SAD Recuerdo, CV Elche CF y C.V. Melilla. Por ello esa temporada el club logra su primer título, proclamándose campeón de Primera División por primera vez.
Tras esa temporada y varios cambios notorios respecto a la plantilla de la anterior temporada, Pepe Sanchís toma las riendas de un proyecto renovado y logra mantener al equipo en la categoría dejándolo en la zona noble de la tabla. No sería hasta dos temporadas más tarde cuando el Club Voleibol Valencia volvería a clasificarse a dos fase de ascenso a Superliga 2 de forma consecutiva. Ambas sin conseguir plaza en la categoría de plata.
Tras 10 años en la división de  bronce del voleibol español y tras un cambio en la presidencia del club, el proyecto deportivo cambiaría con la contratación de Vicente Monfort para ser el entrenador de un proyecto ilusionante de cara a la temporada 2018/2019. Los dos años dejaron al equipo siendo uno de los favoritos para optar al ascenso y fue a falta de  jugarse los tres últimos partidos de la temporada 2019/2020 cuando el equipo vio como la competición se detenía a causa de la Pandemia del COVID-19. El equipo en ese momento estaba ocupando una segunda posición y tenía oportunidad todavía de ascender a Superliga 2. Fue una decisión de la Real Federación Española de Voleibol (RFEVb) la que propició que el equipo valenciano alcanzara el ascenso de categoría y que con el respaldo económico debido terminó de materializar el 29 de junio de 2020.
Superliga 2 (2020-2021)
Tras el ascenso el equipo realizó la inscripción en la categoría según estipulaban las bases y empezó a preparar la temporada. Lo primero era conseguir un presupuesto acorde a la categoría y con varios patrocinios donde destaca el de 'Léleman', empresa que puso su nombre junto al del club desde esa misma temporada. El año resultó ser ilusionante para la entidad valenciana, que no solo vio como su objetivo pronto se vería cumplido, sino que también tenía opciones reales de pelear por el título de la Superliga 2 y el consiguiente ascenso.
En ese sentido, el club se reforzó en invierno con la llegada del colocador Vicente Monfort que junto a jugadores como Nacho Huerta, Fernando Mengod o David de Juan, consiguieron proclamarse campeones del Grupo C de la Superliga 2. Así se consiguió plaza, por primera vez en su historia, para jugar la Fase de Ascenso a Superliga que además tendrían el honor de pelear como equipo anfitrión en el Pabellón Benicalap Sur. Una fase que fue todo un éxito para los objetivos del equipo valenciano que tras la derrota contra el Intasa San Sadurniño, consiguieron una solvente victoria contra el Arona Interesport que les permitió tener una plaza en las semifinales. Solo les quedaba ganar un partido para conseguir el ascenso y se consiguió. El equipo fue capaz de remontar el partido contra el Cisneros Alter Voleibol y llevar el partido a un Tie-Break de infarto que calló del lado de los locales. La final definitivamente se la llevó el Intasa San Sadurniño y por lo tanto el título, siendo el Léleman Voleibol Valencia subcampeón de Superliga 2.
El ascenso a Superliga (2021-Act.)
El equipo hizo oficial el ascenso de forma definitiva el 12 de julio de 2021 con la inscripción del equipo en la máxima categoría para la que se reforzaron con el entrenador argentino Fabián Muraco

## Símbolos y datos del club

### Uniforme
- Uniforme titular: Originalmente, la camiseta del Club Voleibol Valencia era completamente negra con detalles blancos, pero con la reestructuración interna del club y la profesionalización del mismo se adoptó una nueva equipación que combinaba el negro en las mangas con el naranja con detalles en blanco en el torso. Uniendo así los tres colores tradicionales del club.

| 1985-2020 | 2020-Act |

### Auspicio
| Periodo   | Proveedor |
| --------- | --------- |
| 2020-Act. | Luanvi    |

| Periodo   | Patrocinador |
| --------- | ------------ |
| 2020-act. | Léleman      |

### Denominaciones
- Club Voleibol Valencia (1985-2020).
- Léleman Voleibol Valencia (2020-act.).

## Instalaciones
Pabellón de Benicalap Sur
El Club Voleibol Valencia entrena y juega sus partidos desde el 2007 en el pabellón situado en el barrio de Benicalap en la ciudad de Valencia, España. En dicho pabellón el club a albergado finales autonómicas de sus categorías inferiores, la fase de Ascenso a Superliga 2 en el año 2014 y la fase de Ascenso a Superliga en el año 2021.
Tiene dos pistas verticales, un gimnasio y una pista central donde disputar partidos y entrenamientos. La instalación que pertenece a la Fundación Deportiva Municipal de Valencia, está situada en la calle Castellonet número 18.

## Entrenadores

### Masculino
| Entrenador              | País      | Años        |
| ----------------------- | --------- | ----------- |
| Francisco Usagre        | España    | 2011 - 2014 |
| José Sanchís            | España    | 2014 - 2015 |
| Fernando Mirasol        | España    | 2015 - 2016 |
| Sebastián Creus 'Larry' | Argentina | 2016 - 2017 |
| Jorge Simó              | España    | 2017 - 2018 |
| Vicente Monfort Minaya  | España    | 2018 - 2020 |
| Pablo Díaz Navarro      | España    | 2020 - 2021 |
| Fabián Hugo Muraco      | Argentina | 2021 - Act. |

## Palmarés
El palmarés del primer equipo masculino comprende entre sus títulos oficiales una Primera División. Además, consiguió un subcampeonato de la Superliga 2.
Nota: en negrita competiciones vigentes en la actualidad.
| Competición nacional   | Títulos    | Subcampeonatos |
| ---------------------- | ---------- | -------------- |
| Superliga 2 (0/1)      |            | 2020/2021.     |
| Primera División (1/0) | 2013/2014. |                |

| Competición regional            | Títulos | Subcampeonatos |
| ------------------------------- | ------- | -------------- |
| Copa Comunidad Valenciana (0/1) |         | 2015           |

Torneos
- Trofeo Ciudad de Zaragoza (1): 2018